# Doomsday Gun
Doomsday Gun är en TV-film från 1994 som bygger på den sanna historien om vapenkonstruktören Gerald Bull och hans arbete med en superkanon för Iraks diktator Saddam Hussein. Filmen regisserades av Robert Young och skildrar de politiska intrigerna och underrättelseoperationerna som ledde till Bulls mystiska död.

## Handling
Gerald Bull, en briljant men kontroversiell vapenkonstruktör, får i uppdrag av den irakiska regeringen att utveckla en gigantisk artillerikanon, kallad "Project Babylon". Trots påtryckningar och hot från västerländska underrättelsetjänster fortsätter Bull sitt arbete, omedveten om att han dras in i ett farligt maktspel. Hans projekt blir en symbol för de hemliga geopolitiska konflikterna under slutet av 1980-talet, och när spänningarna ökar, leder det till hans ödesdigra mord i Bryssel 1990.

## Roller
- Frank Langella – Gerald Bull
- Kevin Spacey – Jim Price
- Alan Arkin – Yossi
- Clive Owen – Dov